# Financial District (Boston)
Der Financial District ist ein Stadtteil (Neighborhood) von Boston im Bundesstaat Massachusetts der Vereinigten Staaten. Er befindet sich im Stadtzentrum in der Nähe der Stadtteile Government Center und Chinatown.
Wie viele Bereiche in Boston wurde auch der Financial District nie offiziell in seiner Ausdehnung definiert. Nach allgemeiner Auffassung wird er von der Atlantic Avenue, State Street und Devonshire Street begrenzt. Das Gebiet erstreckt sich auf mehrere USPS ZIP Codes, schwerpunktmäßig jedoch auf die Postleitzahlen 02108, 02109, 02110 und 02111.
Im Stadtteil befinden sich der Post Office Square, die Gebäudekomplexe Exchange Place und One International Place sowie der Custom House Tower. Im Financial District haben folgende Unternehmen Niederlassungen: 
- Firmensitze
  - Fidelity Investments
  - Putnam Investments
  - DWS Scudder Investments
- Weltweite Konzernzentralen
  - State Street Bank
  - Eastern Bank
  - PricewaterhouseCoopers
  - RSM McGladrey
  - The Debt Exchange
  - Goodwin Procter
  - WilmerHale
  - Kirkpatrick & Lockhart Nicholson Graham
  - Mintz, Levin, Cohn, Ferris, Glovsky, and Popeo
- Konzernzentralen
  - Bank of America
  - Sovereign Bank
  - Langham Hotel Boston
  - Hilton Hotels
- Regionalbüros
  - Merrill Lynch und weitere Investmentbanken

In der Nähe der Boston South Station befinden sich der Dewey Square, das One Financial Center sowie die Gebäude der Federal Reserve Bank of Boston. Als Teil des Financial District zählen darüber hinaus die Gebäude 33 Arch Street, One Federal Street, das First National Bank Building sowie der Wolkenkratzer 101 Federal Street. Im Stadtteil stehen die meisten Wolkenkratzer der Stadt und sind sehr dicht gebaut. Mit dem Prudential Center und dem John Hancock Tower stehen jedoch die größten Wolkenkratzer von Boston in Back Bay.
Auch in jüngerer Zeit wurde noch auf dem Gebiet des Financial District gebaut. So wurde das 395 ft (120,4 m) aufragende Hochhaus Russia Wharf mit 32 Stockwerken neu gebaut. Der Bau des South Station Tower war für 2009 vorgesehen, wurde jedoch ausgesetzt. Nach seiner Vollendung wird er auf 621 ft (189,28 m) 41 Stockwerke zur Verfügung stellen. In der aktuellen Planung befindet sich außerdem ein neues, 600 ft (182,88 m) messendes Hochhaus. Weitere geplante Wolkenkratzer wie die Aquarium Garage und die Congress Street Towers könnten die Skyline der Stadt wesentlich verändern, sofern sie genehmigt werden.